# 陂面镇
陂面镇，是中华人民共和国广东省阳江市阳春市下辖的一个乡镇级行政单位。

## 行政区划
陂面镇下辖以下地区：
黄牛头社区、陂面社区、湾口村、南星村、新民村、大同村、加祥村、六村岗村、石尾村、联民村、上塘村、朗仔村、那座村、潭潦村、上河村、三朗村、卫周村、南河村和同乐村。